# 대한민국의 판자촌
대한민국 도시의 판자촌(-板子村)은 처음에는 남북의 양단으로 인한 월남동포와 광복 후 대한민국에 돌아온 귀환동포들이, 사회가 혼란한 중에 국가가 그들에 대한 충분한 구호대책을 세워주지 못하였기 때문에, 공유지나 일부 사유지 등에 무허가로 판자집들을 짓고 살게 된 데서 비롯되었으나 1960년대에는 주로 농촌을 떠나 도시에 이주해 들어온 이농민들이 대부분의 판자촌의 주민을 이루게 되었다.
대한민국의 판자촌은 서구의 도시에서 발견되는 슬럼(slum)과는 그 성격이 다름이 지적된다. 슬럼이라면 그 주택의 조악(粗惡)에 의해서만 규정되는 것이 아니라, 범죄와 폭력을 비롯한 각종 사회문제의 온상이 되기도 하고, 주민들은 빈곤할 뿐만 아니라 향상의 의욕과 노동하려는 동기조차 상실해 버린 사람들이지만, 대한민국 판자촌의 주민들은 빈곤에서 헤어나려는 의욕과 일하려는 동기를 가진 사람들이라는 것이다.

## 서울의 판자촌
서울의 판자촌은, 주민의 90% 이상이 광복 후에 서울 이외의 지역으로부터 이입해 들어왔으며 80% 정도가 휴전 후의 이입자들이다. 그리고, 서울에 들어온지 5년 미만의 이입가구가 판자촌 주민의 40%를 차지한다. 서울시는 1965년 말에 판잣집 2만 8천여 동, 천막집 2900여 동을 공식 집계하였고, 1974년에는 15만으로 집계하였다.

## 부산의 판자촌
부산의 판자촌은 한국전쟁때 피난민들이 급격히 피난을 해서 한때 부산의 인구가 500만명이었던 적이 있었다.

## 같이 보기
- 달동네